# Levinellidae
Levinellidae – rodzina gąbek wapiennych z rzędu Clathrinida. Charakteryzują się szkielecikami z wapnia. Wszystkie są słonowodne. Rodzina obejmuje rodzaje:
- Burtonulla
- Levinella
- Sycettaga